# Гностическая церковь Франции
Гностическая церковь Франции (фр. Église gnostique de France) — нео-гностическая христианская организация, созданная Жюлем Дуанелем в 1888 (по другим данным — в 1890) году во Франции, официально заявившая о себе в 1892 году; первая гностическая церковь нового времени и современности. В дальнейшем становится в некотором роде официальной церковью французского оккультизма и, в частности, Ордена мартинистов.

## История
Высокопоставленный масон и эзотерик Жюль Дуанель, работавший архивариусом в библиотеке Орлеана, после того, как по его утверждениям, его посетили "астральные" или "спиритические видения", обнаружил в архивах ранее не известные старинные документы: средневековую рукопись, датированную 1022 годом, которая была написана Стефаном, каноником Орлеанского собора, сожжённым на костре в 1022 году за исповедание пре-катарских гностических доктрин, также известных как Орлеанская ересь. Дуанель также утверждал, что ему было видение, в котором Эон Иисус явился ему и поручил основать новую церковь. Когда Дуанель присутствовал на спиритическом сеансе в оратории Мари Синклер, графини Кейтнесс, по утверждению участников сеанса, показались бестелесные духи древних Альбигойцев, и присоединившись к небесному гласу, возложили духовные руки на Дуанеля, рукополагая его в сан епископа Гностической Церкви. На основании этих видений и документов Дуанель основал Гностическую Церковь в 1888 году, хотя для начала её работы и официальной датой он выбрал 1890 год, и эта дата стала для него и его последователей «первым годом Восстановления Гнозиса».
Дуанель открывает часовню в пристройке к парижскому книжному магазину «Chamuel», на улице Тревиз дом 2. В 1896 году часовня переехала на улицу Мартир дом 17, и впоследствии место собраний Гностической церкви будет ещё не один раз менять свой адрес.
«Я обращаюсь к Вам, потому что Вы — мой друг, мой слуга и прелат моей альбигойской церкви. Я выслана из Плеромы, я — та, кого Валентин называл София-Ахамот. Я — та кого Симон Маг называл Елена-Энойя; поскольку я — Вечный Гермафродит. Иисус — Слово Бога; я — Мысль о Боге. Однажды я вновь вернусь к моему Отцу, но я нуждаюсь в помощи; в мольбе моего Брата Иисуса, чтобы ходатайствовать за меня. Только Бесконечный способен искупить Бесконечность, и только Бог способен искупить Бога. Слушайте внимательно: Один родил Одного, и это есть Один. И эти Три — Одно: Отец, Слово и Мысль. Укрепите мою Гностическую церковь. Демиург не сможет воспрепятствовать этому. Обретите Параклета».
Как Патриарх новой церкви, Дуанель взял мистическое имя «Валентин II, епископ Священного собрания Параклета и Гностической церкви» и назначил одиннадцать титулярных епископов, включая одну «Софию» (женщину-епископа), а также диаконов и диаконис. Символист и поэт Леонс Фабр дез Эссар был назначен епископом Бордо под мистическим именем Тау Синезий, впоследствии, в 1896 году он сменил Дуанеля на посту Патриарха, а также Дуанель рукоположил Люсьена Шамуэля, наречённого Тау Вардасан. Облачения гностических епископов отличают фиолетовые перчатки и использование символа Тау, вместо наперсного креста и панагии, греческой буквы, которая также используется перед их именами. Сама Гностическая церковь, заявляется как посвящённая поискам святой Плеромы, духовно элитарная, но прогрессивная по духу и открытая для новых научных теорий. 8 сентября 1891 года в своём апостольском увещевании "Parta Humano Generi", касающемся освящения Базилики Святого Розария в Лурде, Папа Лев XIII осуждает «старую альбигойскую ересь, <которая> под другим именем, и под покровительством других сект - неожиданно возрождается». Французские неогностики ощущают себя целью этой атаки, и рассматривают её как форму в некотором роде признания своей деятельности.
В 1892 году Дуанель посвятил Папюса - основателя первого Мартинистского Ордена - под мистическим именем Тау Винсент, и даровав ему титул епископа Тулузы. Другие мартинисты, среди которых, например, Поль Седир и Люсьен Шамуэль, также были рукоположены Дуанелем. В сентябре 1893 года епископы-гностики собрали Священный Синод, на котором предоставили первенство Жюлю Дуанелю, наречённому Тау Валентин II, а также предоставили «Consolamentum» аббату Полю Рока, недавно скончавшемуся священнику, которому Римско-католическая церковь отказала в религиозных похоронах. Спустя несколько дней Мартинистский Орден оккультистов Папюса был принят в Синод.
Однако в конце 1894 года Жюль Дуанель из-за мистификации Таксиля отрекается от своей гностической веры в руках монсеньора Туше, епископа Орлеана, и снова обращается в католицизм, а в 1895 году под псевдонимом «Жан Костка», который он берёт в честь святого Станислава Костки даже публикует произведение «Разоблачённый Люцифер», в котором выступает против масонства и оккультизма. По свидетельству Анри Жильбера дез Эссара, Дуанель, чьё присоединение к официальной Римско-Католической Церкви оказалось кратковременным, прибыл в Каркассон, с намерением возродить катарскую религию, опираясь на движение фелибров, и в дальнейшем являлся одним из ведущих сотрудников «Пробуждения альбигойцев», «органа Гностической Церкви Франции», выходившего в Тулузе в 1900-1901 годах. Но Жильберу дез Эссару и Лешартье в конце концов удалось убедить Дуанеля в необходимости окончательного возвращения в лоно католицизма, хотя это и отрицали гностики, и в первую очередь их руководитель Деод Роше, чью церковь Дуанель всё равно продолжал посещать. Несмотря на споры и разные мнения относительно того, в какой вере Дуанель закончил свои дни, утверждать то или иное мнение со всей определённостью нельзя, учитывая его постоянный духовный поиск и вечные метания между ортодоксальностью и ересью. Уникальный жизненный путь и эрудиция Дуанеля, по мнению историка и африканиста Жерара Галтье, напоминающий путь Рене Генона, был соткан из его стремления примирить католицизм и гностицизм, что оказало огромное влияние на созданную им Церковь. В разных текстах 1900-х годов, прямо или косвенно связанных с Дуанелем чётко отображены попытки провести конвергенцию между католицизмом и учением катаров, объединить эзотерический католицизм Жозефа Пеладана и исследования западной христианской традиции в духе Святилища Золотой Долины. По мнению католического историка Жана Жиро, встречавшегося с Жюлем Дуанелем, и работавшего с теми же архивами, где Дуанель работал хранителем, и упоминавшего его в своей переписке, хранящейся в Национальных архивах Франции, катарский «Consolamentum» был пережитком изначальной христианской литургии. Эти же идеи разделяет Дуанель, в целой серии своих статей в журнале «Пробуждение альбигойцев» за 1900 год, написанных в качестве отзывов и комментариев на книгу Пеладана «Католический оккультизм» под общим заголовком «Католические интеллектуалы и Библия», добавляя к ним рассуждения о том, что христианская традиция предшествует Христу, а также что она ничем не обязана иудаизму, равно как и другим религиям.
После отречения Жюля Дуанеля, пост Патриарха Гностической Церкви принял Эмануэль Фабр дез Эссар (Тау Синезий) в 1895 году. А уже в 1901 году он рукополагает двадцатилетнего Жана Брико в епископы, и передаёт ему в управление епархию Лиона и Гренобля. В это же самое время Брико устанавливает контакт с Мариусом Бретоном и Эдуардом Сулейоном, последними живыми преемниками священнической линии "Горы Кармель", основанной Эженом Вентра. Приобщившись к преемственности "Горы Кармель", Брико вступает в контакт с Б. Клеманом, последним представителем Иоаннитской церкви, основанной Бернаром-Раймоном Фабром-Палапра.

## Раскол в Гностической церкви
В 1907 году, Жан Брико разошёлся по ряду организационных и духовных вопросов с Фабром дез Эссаром (Тау Синезием), преемником Жюля Дуанеля, который руководил Гностической Церковью Франции, и в 1908 году произошёл раскол, когда Жан Брико, будучи гностическим епископом Лиона, переименовал свою ветвь в Гностическую Католическую Церковь (ГКЦ; фр. Église gnostique catholique, фр. E.G.C.; англ. Catholic Gnostic Church). В 1907 году собор в Лионе созванный Брико и Луи-Софроном Фужероном утвердил отделение Гностической Католической Церкви от церкви Фабра дез Эссара. Затем, в 1908 году, церковь Брико снова изменила наименование на фр. Église gnostique universelle (фр. EGU; Вселенская Гностическая Церковь), и окончательно утвердила его, однако право на это наименования также оспаривала церковь Фабра дез Эссара. И хотя ещё в 1908 году на парижском конвенте масонских спиритуалистических Уставов, организованного Орденом Мартинистов, Фабр дез Эссар представлял Гностическую Церковь Дуанеля в качестве её Патриарха, а Брико туда не был приглашён, уже в 1911 году между Папюсом, представлявшим Верховный Совет Ордена Мартинистов и Брико, представлявшим Высокий Лионский Синод Гностической Церкви был подписан союзный договор, закреплявший тесный союз между этими двумя организациями. Он был подписан не для того, чтобы сделать гностицизм официальным или формальным культом мартинизма, каковым он являлся в начале, а для того, чтобы церковь Брико получила официальное признание в пику конкурирующей с ней церкви Фабра дез Эссара. Получив официальное признание от Мартинистского Ордена Папюса, Патриарх Брико заявил претензию на духовное наследие и преемственность от Иоанна Патмосского. Важно упомянуть, что по окончании парижского конвента масонских спиритуалистических Уставов 1908 года, Папюс посвятил, или попросил посвятить в священнический сан Гностической Церкви Франции Дуанеля - Теодора Ройсса, который станет впоследствии основателем немецкой нем. Gnostisch Katolische Kirche, чьи учение и практика будут крайне далеки от доктрин и Дуанеля и Брико.
Так, Брико получает преемственность Дуанеля, сначала получив простую инвеституру в 1901 году, а затем пройдя церемониальное освящение и рукоположение в сан Папюсом в 1911 году. В 1912 году он вступает в общение с Патриархом Галликанской церкви по линии преемственности аббата Жулио, монсеньором Луи-Франуса Жиро (1876-1950), и получает от него рукоположение в сан пресвитера 21 июля 1912 года, а затем и хиротонию в епископы в епархии Ла-Мин-Сен-Аман 21-го же июля, но следующего, 1913 года. Таким образом, в отличие от Гностической Церкви Франции Дуанеля, Вселенская Гностическая Церковь получает с 1913 года подлинную епископскую преемственность.
Гностическая Церковь Брико была более оккультной, следовала западной магической традиции, и быстро завоёвывала сердца многих оккультистов, пронизывая собой все их работы и постепенно выдвинувшись на перове место среди гностических церквей, в то время как Гностическая Церковь Фабра дез Эссара, издателя журналов «Путь» и «Теория гностиков», была более философской и универсалистской, и стремилась выработать синтез своего учения с восточной метафизикой. Папюса не интересовали данные различия в учении, но его беспокоил тот факт, что некоторые из его личных врагов состоят в Церкви дез Эссара, в частности, Рене Генон, который был членом этой церкви в 1909-1912 годах под именем Тау Палингений. После смерти Фабра дез Эссара в 1917 году, его преемниками стали Патрис Жанти (Тау Василид), а затем Люсьен Шамюэль (Тау Вардасан), под руководством которых она распалась в 1926 году.

## Вселенская Гностическая Церковь
Стараясь узаконить создание своей церкви, Патриарх Жан Брико собрал в своём лице значительную коллекцию епископских хиротоний и патриархальных инвеститур: он аккумулировал духовную преемственность от Дуанеля, полученную через Папюса, от Гностической Иоаннитской Тамплиерской Церкви Фабра-Палапра, через Б. Клемана, умершего в 1911 году, и от Кармелитской Церкви Эжена Вентры, через последних понтификов церкви "Кармель Элиак", рукоположённых Вентра - Мариуса Бретона, умершего в 1908 году и Эдуарда Сулейона, умершего в 1918 году. Во время Лионского Собора 1907 года представители этих трёх традиций официально согласились объединить свои церкви - Неокатарскую, Кармелитскую и Иоаннитско-тамплиерскую, чтобы сформировать единую Католическую Гностическую Церковь ("католическую" - в значении "вселенскую"), под руководством Брико. Впоследствии он получил ещё одно епископское поставление - по сиро-якобитской линии из Антиохии, которое ему было передано монсеньором Луи Жиро, епископом Галликанской Церкви, более законное с точки зрения христианской ортодоксии, хотя и всё равно неправомерное в глазах Римско-католической церкви. Не довольствуясь собранием вокруг себя всех упоминаемых гностических линий преемственности, он также попытался соединить учение гностиков с открытиями современной науки, и для помощи в этом деле привлёк доктора  Луи-Софрона Фужерона (Тау Софрония). Брико не только объединил Гностическую церковь с мартинизмом договором 1911 года, не только привязал мартинизм в возглавляемом им Лионском Ордене Мартинистов к масонству Древнего и изначального устава Мемфиса-Мицраима, сохранив право на вступление в него только для мастеров-масонов (третий градус посвящения), но и для завершения унификации приступил к объединению Гностической церкви с масонством Древнего и изначального устава Мемфиса-Мицраима. Именно он так видоизменил 66°-ой градус Древнего и изначального устава Мемфиса-Мицраима - степень Патриарха, Великого Освятителя, что при сохранении старого привычного названия его былое ритуальное содержание сменилось церемонией епископской хиротонии. Среди прочего, 25 апреля 1913 года  Папюс и Брико назначили российского оккультиста польского происхождения Чеслава Чинского „Посланником Вселенской Гностической церкви в России“, и представителем родственных мартинизму посвятительных орденов.
Брико умер в Лионе, 21-го февраля 1934 года, и в марте 1935 года Констан Мартен Шевийон (1880-1944) стал его преемником на посту руководителя Гностической Церкви, и всех прочих организаций - Каббалистического ордена Розы+Креста, Древнего и изначального устава Мемфиса-Мицраима, Международного общества оккультистов, Лионского Ордена Мартинистов. Шевийон был рукоположён в сан священника 3 ноября 1935 года монсеньором Луи-Франуса Жиро, ранее проводившим хиротонию Брико, а уже 5 января 1936 года он рукоположил и Шевийона в сан епископа с наречением имени Тау Гармоний. Во время Второй мировой войны, после оккупации Франции, Шевийон, находясь на территории подконтрольной режиму Виши, был убит фашистской полицией 25 марта 1944 года. Никого после освобождения Франции не осудили за это преступление, которое по мнению судебной полиции, скорее всего совершила милиция Дорио.